# پناهگاه (فیلم ۲۰۰۹)
پناهگاه (انگلیسی: The Refuge) فیلمی درام با کارگردانی فرانسوا اوزون است. این فیلم که محصول سال ۲۰۰۹ کشور فرانسه است برنده جایزه ویژه هیئت داوران جشنواره بین‌المللی فیلم سن‌سباستین ۲۰۰۹ شد.

## بازیگران
- ایزابل کاره
- ملویل پوپو
- ماری ریورا
- ژروم کیرشر